# À la conquête de l'air
À la conquête de l'air je francouzský němý film z roku 1901. Režisérem je Ferdinand Zecca (1864–1947). Celý film trval zhruba jednu minutu, ale dochovalo se z něj jen několik sekund.
Filmový historik Michael Paris považoval tento film za první francouzský film o letectví a za jeden z prvních, kde se objevil letuschopný stroj.

## Děj
Film zachycuje Ferdinandu Zeccu, jak se jako pilot pohybuje se svým létajícím strojem, nazývaným Fend-l'air, nad střechami pařížské čtvrti Belleville.